# Thionia pictifrons
Thionia pictifrons är en insektsart som beskrevs av Fowler 1905. Thionia pictifrons ingår i släktet Thionia och familjen sköldstritar. Inga underarter finns listade i Catalogue of Life.